# 佐拉·基尼亚姆比
佐拉·基尼亚姆比（Zola Kiniambi，1970年6月26日—），民主刚果退休足球运动员，於球員時代长期在中国足球联赛效力，自2009年開始擔任中國足球甲組聯賽延边足球俱乐部的助理教練，於2013年開始兼任香港甲組足球聯賽屯門體育會足球隊技術總監。

## 简介
佐拉於1996年代表扎伊尔參與非洲杯，於次年来到中国後加盟中國足球甲級A組聯賽延边敖东，从此开始了其在中国逾10年的足球生涯。2006年，中国足球协會为了表彰其长久以来的贡献，以及成为首位在中国效力满10年的外籍球员，特地颁发了纪念奖章予他。
2009年，佐拉在职业生涯先后三次效力的延边队退役，並且留守在球队担任助理教练兼翻译。
2013年，佐拉兼任香港甲組足球聯賽屯門的技術總監。